# Wembach-Hahn
Wembach-Hahn ist ein Stadtteil von Ober-Ramstadt im südhessischen Landkreis Darmstadt-Dieburg. Der Stadtteil besteht aus den beiden, schon 1927 miteinander verbundenen Orten Wembach (dem deutlich größeren) und Hahn und liegt im Vorderen Odenwald. Durch den Stadtteil verlaufen die Bundesstraße 426 und die Landstraße 3472.

## Ortsteil Wembach

### Geschichte des Ortsteils Wembach

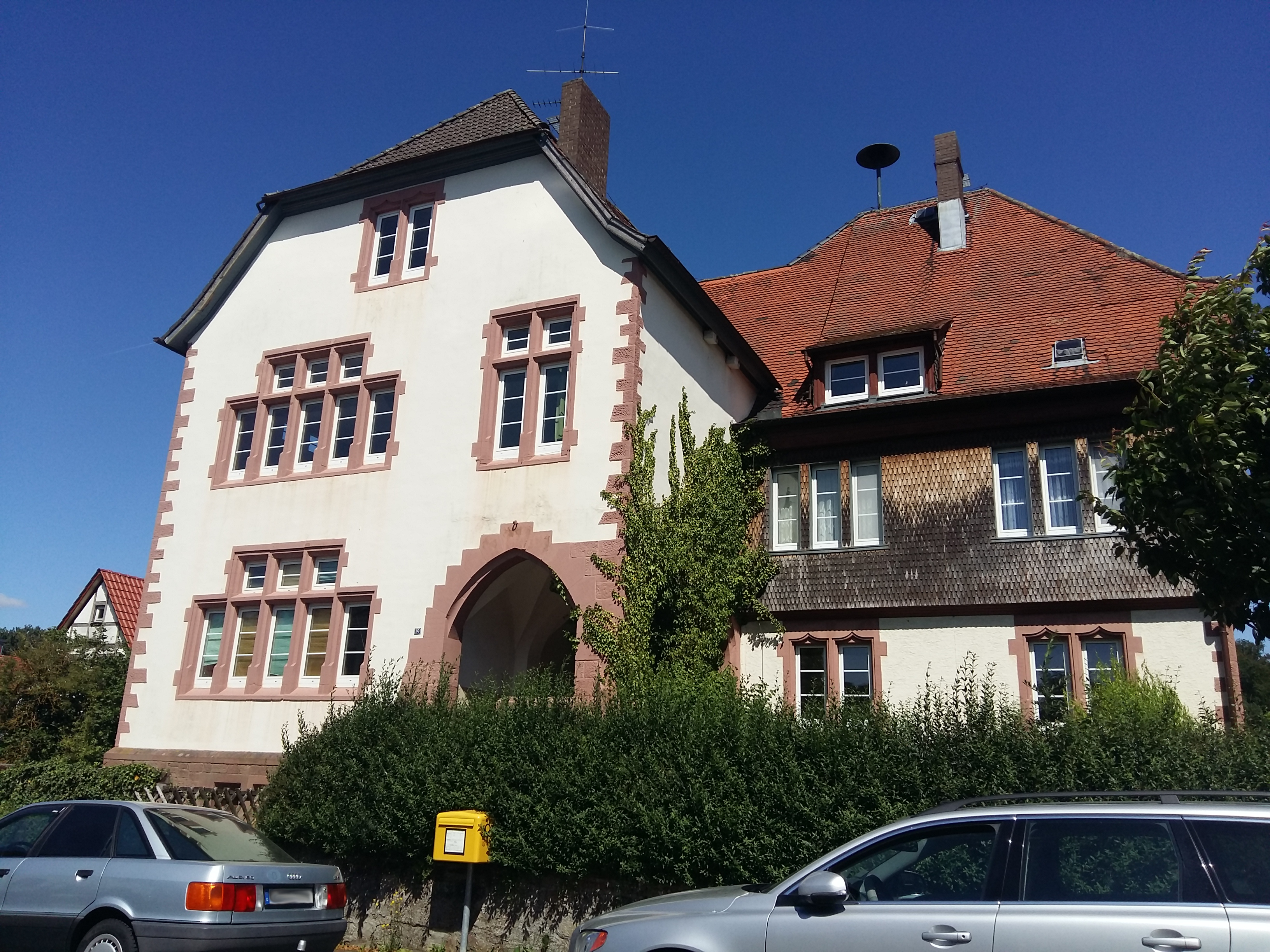
Alte Schule (2018)

Erstmals urkundlich erwähnt wurde der Ort im Jahre 1287 als Wendebach. Lehnsherren von Wembach waren die Grafen von Katzenelnbogen und der Ort fiel mit deren Aussterben im Jahre 1479 an die Landgrafschaft Hessen. Durch Urkunden belegt sind: der Lehensträger Ludwig Blache (1287) und 1392 hatte Werner Kalb von Reinheim Güter in Wembach von Graf Eberhard von Katzenelnbogen zu Lehen. Weitere Lehensträger waren die Familien von Eulbach (Ulbach), Mosbach-Lindenfels und die Herren von Erligheim. 1382 richteten in „Werner Kalbs Krieg“ Reisige (bewaffnete Dienstleute) der Städte Frankfurt, Mainz und Worms erhebliche Schäden in Nieder-Modau, Ober-Modau, Rohrbach, Wembach (Wendebach) und auf dem Hofgut Illbach (Eulbach) an.
1489 belehnte Landgraf Wilhelm I. von Hessen Philipp Kalb von Reinheim. 1589 hatte der Landgraf Cent, hohe Gerichtsbarkeit, Gebot und Verbot. Vor dem Dreißigjährigen Krieg bestand Wembach nur aus zwei hessischen Lehnshöfen, wovon einer den Kalb von Reinheim, der andere den Mosbach-Lindenfels gehörte. Am Ende des Dreißigjährigen Krieges war der Ort unbewohnt. 1669 ließ Landgraf Ludwig VI. ein Gestüt und einen zweiten Forellenteich in Wembach einrichten und stattete das landgräfliche Hofgut Wembach 1671 mit einem Jagd- und Lusthaus aus. Die beiden Teiche wurden 1835 trockengelegt. Der Landgraf bewohnte sein Hofgut in Wembach zur Erholung und verweilte gerne dort. Von 1727 bis 1810 wurde das Hofgut als Kirche genutzt und wurde danach abgebrochen.
1699 wurden in Wembach, Hahn und im Nachbarort Rohrbach mehrere flüchtige Waldenser-Familien aus der Gemeinde Pragela aus dem Herzogtum Piemont in Italien angesiedelt. 25 Familien mit 125 Personen kamen nach Rohrbach; 23 Familien mit 115 Personen nach Wembach und Hahn. Neben eigenen Pfarrern hatte die Kolonie auch eigene Lehrer sowie eigene Bürgermeister und somit eine eigenständige Verwaltung. Hahn wurde 1718 neu aufgebaut. In Wembach entstanden neue Häuser entlang des Weges zur Ziegelhütte, viele Familien lebten weiter in den alten Hofgebäuden. 1738 starb Pfarrer Jacques Moutoux, er wurde 1656 in Traverses/Pragela geboren und begleitete seine Gemeinde in die neue Heimat; ihm folgte sein Sohn David als Pfarrer für die Kolonie. 1745 erfolgten umfangreiche Waldrodungen zur Vergrößerung der drei landgräflichen Höfe, die vom Landgrafen den 48 Waldenser-Familien zugewiesen worden waren.
Zahlreiche Familien der Kolonie wanderten 1750 unter Führung von David Moutoux nach Brandenburg aus. Neuer Pfarrer wurde Johann Philipp May (1750–1779), ihm folgte sein Sohn gleichen Namens (1779–1820).
1772 wurde die Pfannenmühle erbaut. Der 1814 begonnene Bau der neuen Kirche wurde zum Teil durch den Ingenieurleutnant Karger geleitet, vollendet wurde sie erst 30 Jahre später. Den Waldensern wird um 1820 die Benutzung der französischen Sprache in Kirche und Schule verboten. Nach und nach verlieren sie auch ihre Privilegien.
Die deutschen Einwohner von Wembach gehörten zum Gerichtsbezirk der Zent Oberramstadt. Die Zent war in sogenannte „Reiswagen“ eingeteilt, denen jeweils ein Oberschultheiß vorstand, die dem Zentgrafen unterstellt waren. Wembach gehörte zum „Oberramstädter Reiswagen“, dem auch noch die Orte Ober-Ramstadt, Hahn, Rohrbach, Asbach, Dilshofen, Ober-Modau, Nieder-Modau und Frankenhausen angehörten. Die gesamte Zent Oberramstadt war dem Amt Lichtenberg zugeteilt. Diese Einteilung bestand noch bis zum Beginn des 19. Jahrhunderts. Die 321 französischen Einwohner in Rohrbach, Wembach und Hahn (Stand 1791) unterstanden zwar der Zentgerichtsbarkeit waren ab nicht den Reiswagen zugeteilt.
Die Statistisch-topographisch-historische Beschreibung des Großherzogthums Hessen berichtet 1829 über Wembach:

„Wembach (L. Bez. Reinheim) luth. und reform. Filialdorf; liegt 1 1⁄2 St. von Reinheim, hat 58 Häuser und 384 Einw., unter welchen sich 188 Luth., 194 Reform. und 2 Kath. befinden. – Hier fand sich früher ein Hof, Wendenbach genannt, an dessen Stelle 1670 von Landgraf Ludwig VI. eine Wohnung, nebst einem Marstall und einer Scheuer erbaut wurde. Diese Gebäulichkeiten wurden 1699 den Waldensern eingeräumt, und von denselben zu einem Dorfe erweitert. Die dabei gelegenen zwei Teiche wurden 1669 bis 1672 angelegt.“

Am 16. Nov. 1838 starb der Zieglermeister Johann Balthasar Dörr in Wembach. Ab 1866 wurde die Verwaltung geteilt: Ein Bürgermeister war fortan für Rohrbach zuständig, ein anderer für Wembach und Hahn. Das neue Schulhaus in Wembach wurde im Jahre 1900 errichtet. Am 18. August 1912 wurde die Kleinkinderschule eingeweiht. Der Fabrikant Karl Dörr, Nieder-Ramstadt, hatte sie errichten lassen und der Gemeinde als eine Stiftung vermacht. 1910 schloss die Ziegelei Dörr ihren Betrieb, 1938 wurde sie abgebrochen.
1934 wurde die Freiwillige Feuerwehr Wembach-Hahn gegründet.
In historischen Dokumenten ist der Ort unter folgenden Ortsnamen belegt (in Klammern das Jahr der Erwähnung): Wendebach (1287); Wendebach (1318); Wendebach (1382); Wendebach (1392); Wendebach (1398); Wembach (1457); Hoff Wennbach (1620); Wennbach, Hoff (1620);

### Verwaltungsgeschichte im Überblick
Die folgende Liste zeigt die Staaten und Verwaltungseinheiten, denen Wembach-Hahn angehört(e):
- vor 1479: Heiliges Römisches Reich, Grafschaft Katzenelnbogen, Obergrafschaft Katzenelnbogen, Amt Lichtenberg, Zent Oberramstadt, Ober-Ramstädter Reiswagen
- ab 1479: Heiliges Römisches Reich, Landgrafschaft Hessen, Obergrafschaft Katzenelnbogen, Amt Lichtenberg, Zent Oberramstadt, Oberramstädter Reiswagen
- ab 1500: Heiliges Römisches Reich, Oberrheinischer Reichskreis (bis 1806), Landgrafschaft Hessen, Obergrafschaft Katzenelnbogen, Amt Lichtenberg, Zent Oberramstadt, Oberramstädter Reiswagen
- ab 1567: Heiliges Römisches Reich, Landgrafschaft Hessen-Darmstadt, Obergrafschaft Katzenelnbogen, Amt Lichtenberg, Zent Oberramstadt, Oberramstädter Reiswagen
- ab 1803: Heiliges Römisches Reich, Landgrafschaft Hessen-Darmstadt, Fürstentum Starkenburg, Amt Lichtenberg
- ab 1806: Großherzogtum Hessen,[Anm. 2] Fürstentum Starkenburg, Amt Lichtenberg[20]
- ab 1815: Großherzogtum Hessen, Provinz Starkenburg, Amt Lichtenberg
- ab 1821: Großherzogtum Hessen, Provinz Starkenburg, Landratsbezirk Reinheim[Anm. 3]
- ab 1832: Großherzogtum Hessen, Provinz Starkenburg, Kreis Dieburg
- ab 1848: Großherzogtum Hessen, Regierungsbezirk Dieburg
- ab 1852: Großherzogtum Hessen, Provinz Starkenburg, Kreis Dieburg
- ab 1871: Deutsches Reich, Großherzogtum Hessen, Provinz Starkenburg, Kreis Dieburg
- ab 1918: Deutsches Reich (Weimarer Republik), Volksstaat Hessen, Provinz Starkenburg, Kreis Dieburg
- ab 1938: Deutsches Reich, Volksstaat Hessen, Landkreis Darmstadt[21][Anm. 4]
- ab 1945: Amerikanische Besatzungszone, Groß-Hessen,[Anm. 5] Regierungsbezirk Darmstadt, Landkreis Darmstadt
- ab 1946: Amerikanische Besatzungszone, Land Hessen, Regierungsbezirk Darmstadt, Landkreis Darmstadt
- ab 1949: Bundesrepublik Deutschland, Land Hessen, Regierungsbezirk Darmstadt, Landkreis Darmstadt
- ab 1977: Bundesrepublik Deutschland, Hessen, Regierungsbezirk Darmstadt, Landkreis Darmstadt-Dieburg, Stadt Ober-Ramstadt[Anm. 6]

### Einwohnerentwicklung
- 1791: 321 (in Rohrbach, Wembach und Hahn) französische Einwohner[11]
- 1800: 128 französische Einwohner[22]
- 1806: 120 Einwohner, 25 Häuser[23][20]
- 1829: 384 Einwohner, 58 Häuser[12]
- 1867: 508 Einwohner, 97 Häuser[24]
- 1961: 530 evangelische (= 84,94 %), 85 katholische (= 13,62 %) Einwohner[3]

| Wembach(-Hahn): Einwohnerzahlen von 1806 bis 2017 | Wembach(-Hahn): Einwohnerzahlen von 1806 bis 2017 | Wembach(-Hahn): Einwohnerzahlen von 1806 bis 2017 | Wembach(-Hahn): Einwohnerzahlen von 1806 bis 2017 | Wembach(-Hahn): Einwohnerzahlen von 1806 bis 2017 |
| --- | ------------------------------------------------- | ------------------------------------------------- | ------------------------------------------------- | ------------------------------------------------- |
| Jahr |                                                   |                                                   |                                                   | Einwohner                                         |
| 1806 | 1806                                              |                                                   | 120                                               | 120                                               |
| 1829 | 1829                                              |                                                   | 384                                               | 384                                               |
| 1834 | 1834                                              |                                                   | 491                                               | 491                                               |
| 1840 | 1840                                              |                                                   | 490                                               | 490                                               |
| 1846 | 1846                                              |                                                   | 580                                               | 580                                               |
| 1852 | 1852                                              |                                                   | 559                                               | 559                                               |
| 1858 | 1858                                              |                                                   | 490                                               | 490                                               |
| 1864 | 1864                                              |                                                   | 513                                               | 513                                               |
| 1871 | 1871                                              |                                                   | 551                                               | 551                                               |
| 1875 | 1875                                              |                                                   | 555                                               | 555                                               |
| 1885 | 1885                                              |                                                   | 509                                               | 509                                               |
| 1895 | 1895                                              |                                                   | 492                                               | 492                                               |
| 1905 | 1905                                              |                                                   | 484                                               | 484                                               |
| 1910 | 1910                                              |                                                   | 456                                               | 456                                               |
| 1925 | 1925                                              |                                                   | 492                                               | 492                                               |
| 1939 | 1939                                              |                                                   | 443                                               | 443                                               |
| 1946 | 1946                                              |                                                   | 733                                               | 733                                               |
| 1950 | 1950                                              |                                                   | 677                                               | 677                                               |
| 1956 | 1956                                              |                                                   | 583                                               | 583                                               |
| 1961 | 1961                                              |                                                   | 624                                               | 624                                               |
| 1967 | 1967                                              |                                                   | 614                                               | 614                                               |
| 1970 | 1970                                              |                                                   | 617                                               | 617                                               |
| 1980 | 1980                                              |                                                   | ?                                                 | ?                                                 |
| 1990 | 1990                                              |                                                   | ?                                                 | ?                                                 |
| 2005 | 2005                                              |                                                   | 1.004                                             | 1.004                                             |
| 2011 | 2011                                              |                                                   | 1.011                                             | 1.011                                             |
| 2017 | 2017                                              |                                                   | 1.040                                             | 1.040                                             |
| Datenquelle: Historisches Gemeindeverzeichnis für Hessen: Die Bevölkerung der Gemeinden 1834 bis 1967. Wiesbaden: Hessisches Statistisches Landesamt, 1968. Weitere Quellen: ; Stadt Ober-Ramstadt: 2005, 2017:; Zensus 2011 |                                                   |                                                   |                                                   |                                                   |

### Wappen von Wembach
| Wappen von Wembach | Blasonierung: „In Gold eine bewurzelte grüne Tanne, deren Stamm von zwei steigenden, einander zugekehrten blau-gekrönten schwarzen Löwen beiderseits gehalten wird.“ |
| Wappen von Wembach | Wappenbegründung: Das Wappen wurde am 31. Mai 1951 durch das Hessische Ministerium des Innern genehmigt. Wembach gehörte mit Rohrbach und Hahn zu den drei Waldenserdörfern, denen 1700 vom Landgrafen Ernst Ludwig von Hessen-Darmstadt das Recht verliehen wurde, ein eigenes Gericht zu bilden und an ihm ein eigenes Gerichtssiegel zu führen. Grund dessen wurde der Gemeinde amtlich dasselbe Wappen verliehen, wie es Rohrbach erhalten hatte; nur die Farben wurden geändert. |

## Ortsteil Hahn

### Geschichte des Ortsteils Hahn
Erstmals urkundlich erwähnt wurde der Ort im Jahre 1318 als Han. Lehnsherren von Hahn waren die Grafen von Katzenelnbogen und der Ort fiel mit deren Aussterben 1479 an die Landgrafschaft Hessen. Durch Urkunden belegt sind:
 1318 fallen Staderstatt und Hahn bei der Mutschierung (Erhaltung des Gesamteigentums mit geteilter Nutzung) der Grafen Berthold III. und Eberhard II. von Katzenelnbogen dem ersteren zu.
 Lehensträger in Hahn waren im Spätmittelalter die Familien von Braubach (gen. von Angelach) (1392), die Familie war später Mitglied im Ritterkanton Odenwald, Hans von Möhringen, Schwager von Hans von Rohrbach (1463), von Ortenberg (1403), von Reckershausen (1386), von Rohrbach (1440), von Rheinberg (1392) und Werberg von Lindenfels (1403), eine im 15. Jahrhundert zeitweise sehr einflussreiche Familie am Heidelberger Hof. Noch im Jahre 1403 ist die Wildhube Hahn in einem Katzenelnbogener Lehensbrief beschrieben worden: „Die Wildhufe zu dem Heynichen [Hahn] bei Ulbach [Illbach]“.
Im Jahr 1449 übertrug Graf Philipp I. von Katzenelnbogen, genannt der Ältere (1402–1479) Hahn seinem Sohn Philipp dem Jüngeren (* 1427; † 27. Februar 1453 – er wurde in Brügge erstochen), damit er seinen eigenen Hausstand gründen konnte.
Um 1490 war Hahn neben weiteren benachbarten Orten nach altem Herkommen verpflichtet, im Frondienst Brennholz auf das Schloss Lichtenberg zu bringen.
Der Ort wurde im Dreißigjährigen Krieg zerstört und verlassen. 1700 Vertrag des Landgrafen Ernst Ludwig von Hessen-Darmstadt mit der Waldenser-Gemeinschaft Pragela (Piemont) wegen Überlassung der Höfe Rohrbach, Wembach und Hahn an die Waldenser.
Die deutschen Einwohner von Hahn gehörten zum Gerichtsbezirk der Zent Oberramstadt. Die Zent war in sogenannte „Reiswagen“ eingeteilt, denen jeweils ein Oberschultheiß vorstand, die dem Zentgrafen unterstellt waren.
Hahn gehörte zum „Oberramstädter Reiswagen“, dem auch noch die Orte Ober-Ramstadt, Wembach, Rohrbach, Asbach, Dilshofen, Ober-Modau, Nieder-Modau und Frankenhausen angehörten. Die gesamte Zent Oberramstadt war dem Amt Lichtenberg zugeteilt. Diese Einteilung bestand noch bis zum Beginn des 19. Jahrhunderts. Die 321 französischen Einwohner in Rohrbach, Wembach und Hahn (Stand 1791) unterstanden zwar der Zentgerichtsbarkeit waren ab nicht den Reiswagen zugeteilt.
Die Statistisch-topographisch-historische Beschreibung des Großherzogthums Hessen berichtet 1829 über Hahn:

„Hahn (L. Bez. Reinheim) reform. Filialdorf; liegt 11⁄4 St. von Reinheim, und hat 15 Häuser und 92 Einw., die bis auf 9 Luth. reform. sind. Hier war 1318 ein Hof, welchen im gedachten Jahre Berthold II. Graf von Katzenellenbogen zu seinem Theil erhielt. Im Jahr 1699 wurde der Hof von den Waldensern bevölkert, und Hahn zu einem Dorfe erweitert.“

1905 wurde der Wasserbehälter der Gemeinde Hahn errichtet. Im Jahr 1927 wurde Hahn nach Wembach eingemeindet.
In den historischen Dokumenten ist der Ort im Laufe der Jahrhunderte unter wechselnden Ortsnamen belegt:
Han (1318)
Hane (1384)
Hennichin (1386)
Hayne by Lichtenberg; Haene; Heynichin (1403)
Heynchin bij Ulbach (1412)
Heynchen, Henchin (1451)
Heynchin bii Oberramstadt (1454)
Henchgin (1456)
Heinchin (1478)
Hain (1485)
Heyniche (1491)
Belegte Einwohnerzahlen sind:
1630: 035 Einwohner (geschätzt)
1791: 321 (in Rohrbach, Wembach und Hahn) französische Einwohner
1800: 050 französische Einwohner
1806: 066 Einwohner, 11 Häuser
1829: 092 Einwohner, 15 Häuser
1867: 124 Einwohner, 24 Häuser
1927: 123 Einwohner

### Wappen von Hahn
| Wappen von Hahn | Blasonierung: „In Gold ein blau-bewehrter roter Hahn auf schwarzem Dreiberg.“ |
| Wappen von Hahn | Wappenbegründung: Das Gerichts-Insiegel zeigt im Schild einen Hahn, der zum Unterschied von den anderen Hahnwappen auf einen Dreiberg gestellt und in die katzenelnbogischen Farben gesetzt wurde, da der Ort katzenelnbogischer Besitz war. |

### Ehemalige Bürgermeister
- 1821–1830 Rambaud, Daniel sen.[47]
- 1830–1831 Rambaud, Daniel jun.
- 1831–1836 Bertaloth, Abraham
- 1836–???? Gaydoul, Abraham II.
- 1841–???? Perron, Jean George III.
- 1846–1857 Gaydoul, Abraham III.[48]
- 1857–1892 Gaydoul, Karl I.[49][50]
- 1892–1901 Bonin, Georg II.[51]
- 1901–1933 Bonin, Georg IV.[52]
- 1933–1945 Buß, Georg
- 1950–1952 Keller
- 1952–???? Lantelme, Philipp Karl
- ????–1964 Bermond, Georg
- 1964–1976 Gantzert, Ludwig[53]

## Hessische Gebietsreform
Am 1. Januar 1977 wurde im Zuge der Gebietsreform in Hessen die Gemeinde Wembach kraft Landesgesetz nach Ober-Ramstadt eingemeindet. In der Folge wurde als Stadtteilname Wembach-Hahn festgelegt. Ein Ortsbezirk nach der Hessischen Gemeindeordnung wurden für den Stadtteil nicht errichtet.